# Mocquerysiella
Mocquerysiella é um gênero de traça pertencente à família Agonoxenidae.